# Resolució 672 del Consell de Seguretat de les Nacions Unides
La Resolució 672 del Consell de Seguretat de les Nacions Unides, adoptada per unanimitat el 12 d'octubre de 1990 després de reafirmar les resolucions 476 (1980) i 478 (1980), el Consell va expressar la seva alarma als disturbis de Jerusalem el 8 d'octubre de 1990, resultant la mort de més de 20 palestins i la lesió de més de 150 persones, inclosos civils i fidels palestins.
El Consell va condemnar les accions de les forces de seguretat d'Israel, i va demanar a Israel que complís les seves obligacions legals en virtut del Quart Conveni de Ginebra. La resolució 672 també va autoritzar una missió que s'enviaria a la regió per investigar l'incident, que es reportarà a finals d'octubre de 1990.
Israel va rebutjar la resolució, al·legant que no va prestar atenció als atacs als adoradors jueus al Mur de les Lamentacions.